# Michael Schrödl
Michael Schrödl (geboren im 20. Jahrhundert) ist ein deutscher Zoologe und Buchautor.

## Leben
Schrödl ist Professor an der Ludwig-Maximilians-Universität München und Leiter der Weichtiersektion (Mollusken) der Zoologischen Staatssammlung München.
Im Bereich der Meeresbiologie ist Schrödl bekannt für seine Forschung an Meeresnacktschnecken.
Privat setzt sich Schrödl für biologische Vielfalt und taxonomische Grundlagenforschung ein.

## Schriften
- mit Vreni Häussermann: BiodiversiTOT – Die globale Artenvielfalt jetzt entdecken, erforschen und erhalten: Unterstützen Sie unsere Taxonomie-Offensive zur Rettung der Tierwelt!. BoD, 2017, ISBN 978-3-7448-6827-3.
- Unsere Natur stirbt: Warum jährlich bis zu 60.000 Tierarten verschwinden und das verheerende Auswirkungen hat. Komplett-Media, 2018, ISBN 978-3-8312-0478-6.